# Scelidocteus taitave
Espèce
Scelidocteus taitave est une espèce d'araignées aranéomorphes de la famille des Palpimanidae.

## Distribution
Cette espèce est endémique du comté de Taita-Taveta au Kenya,.

## Description
Le mâle holotype mesure 3,90 mm et la femelle paratype 4,88 mm.

## Étymologie
Son nom d'espèce lui a été donné en référence au lieu de sa découverte, le comté de Taita-Taveta.

## Publication originale
- Oketch, Zonstein, Kioko & Li, 2020 : « Description of a new genus and three new species of the family Palpimanidae (Arachnida, Araneae) from Kenya. » African Invertebrates, vol. 61, no 2, p. 93-106.